# 錫基諾斯島
錫基諾斯島是希臘的島嶼，位於愛琴海南部，距離聖托里尼31公里，由南愛琴大區負責管轄，長14公里、寬4.7公里，面積42.507平方公里，2001年人口238。

## 外部連結
- Official website （页面存档备份，存于） （英文） （希腊文）